# Erik Hajas
Erik Hajas, né le 16 septembre 1962 à Huddinge, est un ancien joueur suédois de handball. Cadre de l'équipe nationale de Suède, il est notamment champion du monde en 1990, champion d'Europe en 1994 et deux fois vice-champion olympique.

## Biographie
Erik Hajas a joué la majeure partie de sa carrière en Suède, étant meilleur buteur du Championnat de Suède en 1986/87, 1988/89, 1994/95, 1995/96, 1996/97 et 1997/98.
Sélectionné à 281 reprises en équipe nationale suédoise pour 993 buts marqués, Erik Hajas a notamment participé à trois championnats du monde, remportant l'or en 1990 puis le bronze en 1993 et en 1995 où il a été élu meilleur ailier gauche de la compétition. Un an plus tôt, il avait aussi été élu meilleur ailier gauche lors du premier Championnat d'Europe, disputé en 1994. Après une première participation aux Jeux olympiques en 1988 ponctuée d'une cinquième place, il s'incline en finale en 1992 face aux Russes puis en 1996 face aux Croates malgré avoir marqué à 7 reprises lors de chacune de ces deux finales.
À l'issue de sa carrière de joueur, il devient entraineur de l'IFK Tumba Handboll

## Palmarès de joueur

### Sélection nationale
- Jeux olympiques[1]
  -  Médaille d'argent aux Jeux olympiques de 1992 de Barcelone,  Espagne
  -  Médaille d'argent aux Jeux olympiques de 1996 d'Atlanta,  États-Unis
  - 5e place aux Jeux olympiques de 1988 de Séoul,  Corée du Sud
- Championnats du monde
  -  Médaille d'or au Championnat du monde 1990,  Tchécoslovaquie
  -  Médaille de bronze au Championnat du monde 1993,  Suède
  -  Médaille de bronze au Championnat du monde 1995,  Islande
- Championnat d'Europe
  -  Médaille d'or au Championnat d'Europe 1994,  Portugal

### Distinctions personnelles
- élu meilleur ailier gauche Championnat d'Europe 1994[6]
- élu meilleur ailier gauche du Championnat du monde 1995[5]
- élu meilleur joueur de l'année 1994 en Suède avec 228 buts marqués
- meilleur buteur du Championnat de Suède en 1986/87, 1988/89, 1994/95, 1995/96, 1996/97 et 1997/98[4]